# Bařičkovité

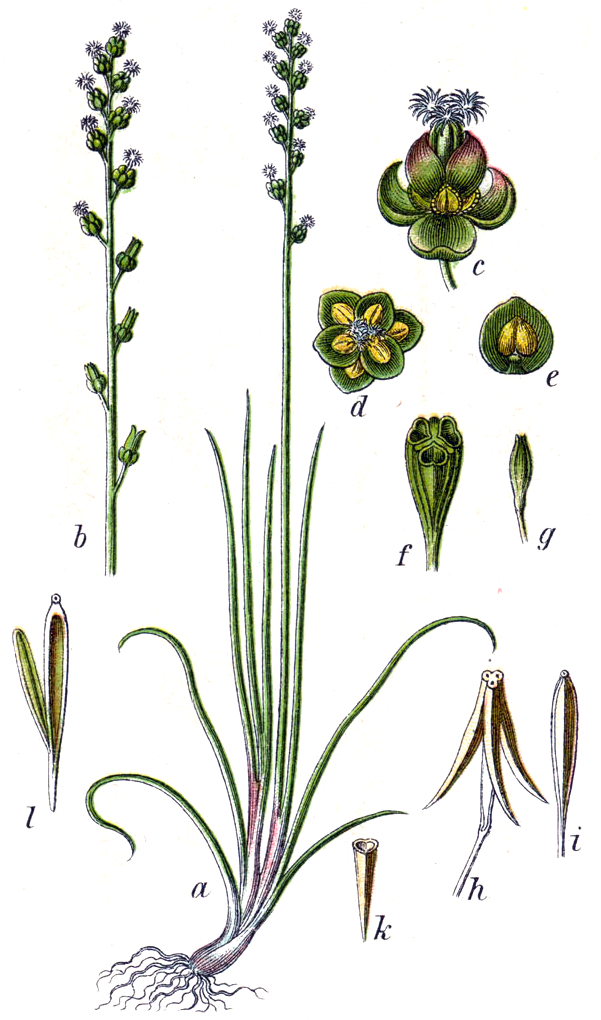
Ilustrace bařičky bahenní

Bařičkovité (Juncaginaceae) je čeleď jednoděložných rostlin z řádu žabníkotvaré (Alismatales). Jsou to vesměs vlhkomilné až vodní byliny s úzkými listy v přízemní růžici a nenápadnými květy v klasovitém květenství. Čeleď zahrnuje asi 37 druhů ve 3 rodech a je rozšířena téměř po celém světě. Největší počet druhů roste v Austrálii. V České republice roste vzácně bařička bahenní a bařička přímořská.

## Popis
Zástupci čeledi bařičkovité jsou vytrvalé nebo jednoleté, většinou vlhkomilné až vodní, lysé byliny s krátkými, svislými oddenky. Kořeny jsou vláknité, někdy jsou přítomny kořenové hlízy. Některé druhy mají cibulovitý orgán. Listy jsou čárkovité, přisedlé, celokrajné, jednožilné nebo souběžně vícežilné, spirální nebo dvouřadé, uspořádané v růžici, na bázi s otevřenou pochvou přirostlou k čepeli. U některých zástupců jsou listy redukované jen na samotné pochvy.
Rostliny jsou jednodomé, dvoudomé nebo polygamní.
Květy jsou drobné, pravidelné, jednopohlavné nebo oboupohlavné, uspořádané ve vrcholových, stopkatých klasech nebo klasovitých hroznech bez listenů. Okvětí je složeno z 1 až 6 lístků, řidčeji zcela chybí. Tyčinek je 1 až 6. Gyneceum je svrchní, složené z 1 až 6 plodolistů. Plodolisty jsou buď srostlé nebo spojené jen zpočátku a později oddělené, řidčeji volné (apokarpní). Blizny jsou přisedlé nebo nasedající na krátké čnělky. Výjimečně jsou čnělky dlouhé a niťovité (Triglochin scilloides). Každý plodolist obsahuje 1 až několik vajíček. Plodem je jednosemenná nažka (v některých zdrojích označovaná za oříšek) nebo souplodí nažek, případně poltivý plod (schizokarp).

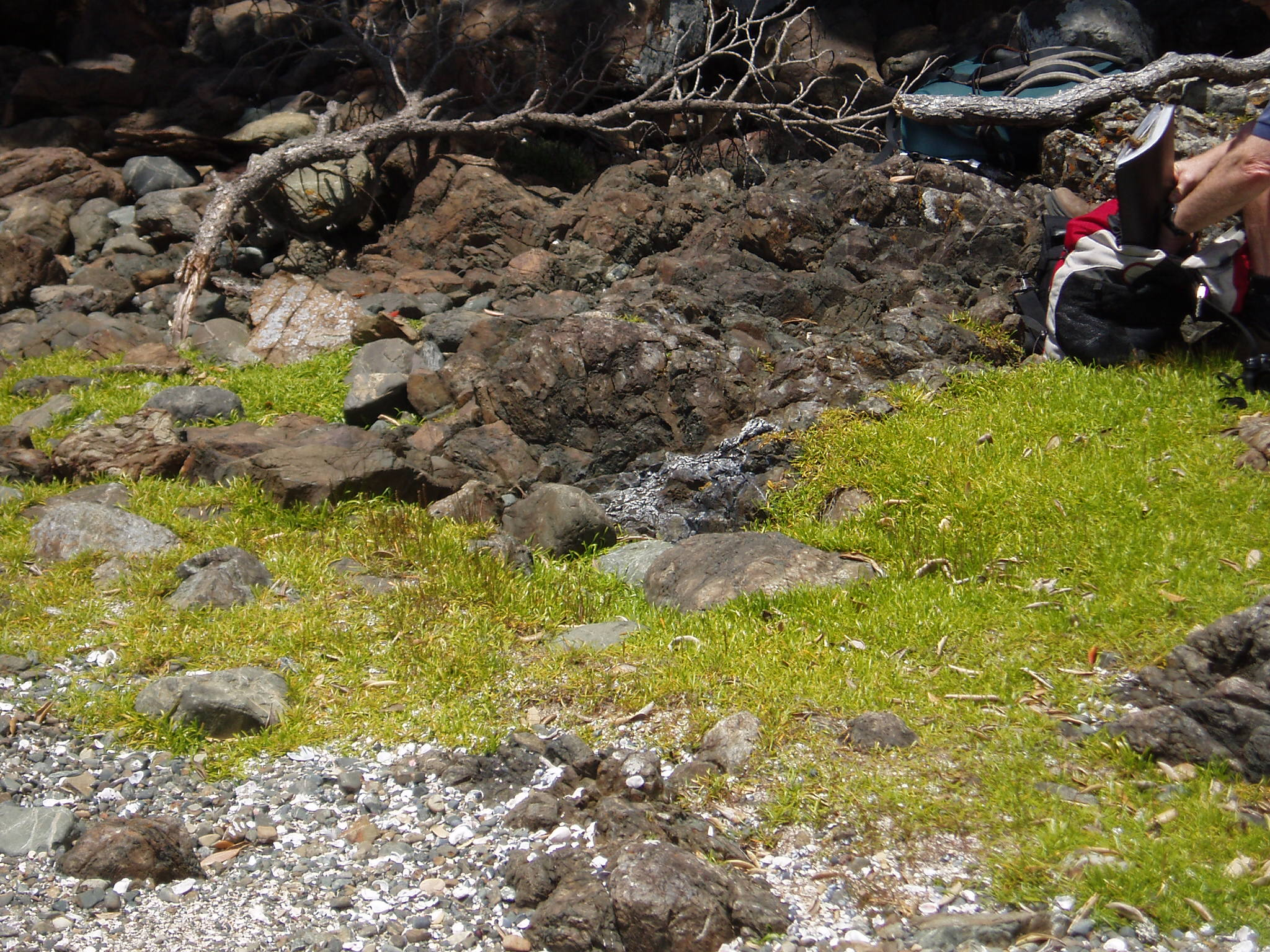
Porost Triglochin striata
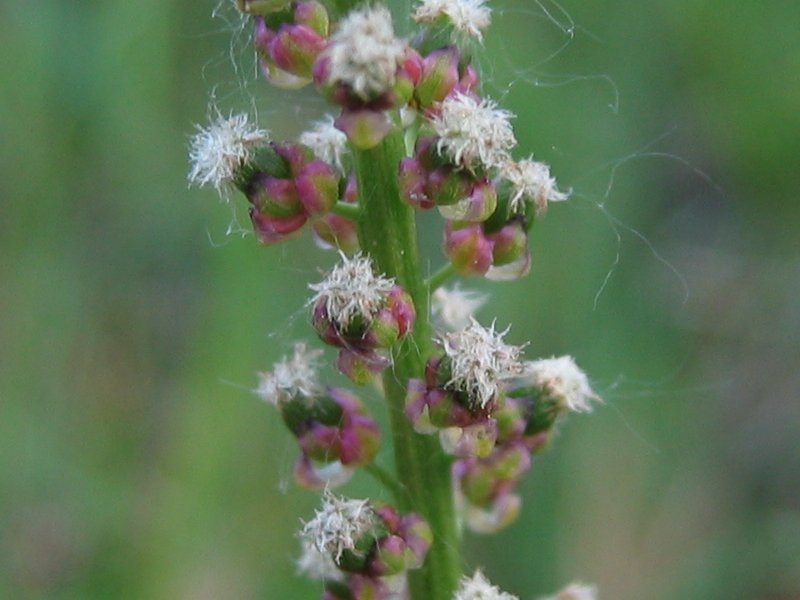
Detail květenství bařičky přímořské
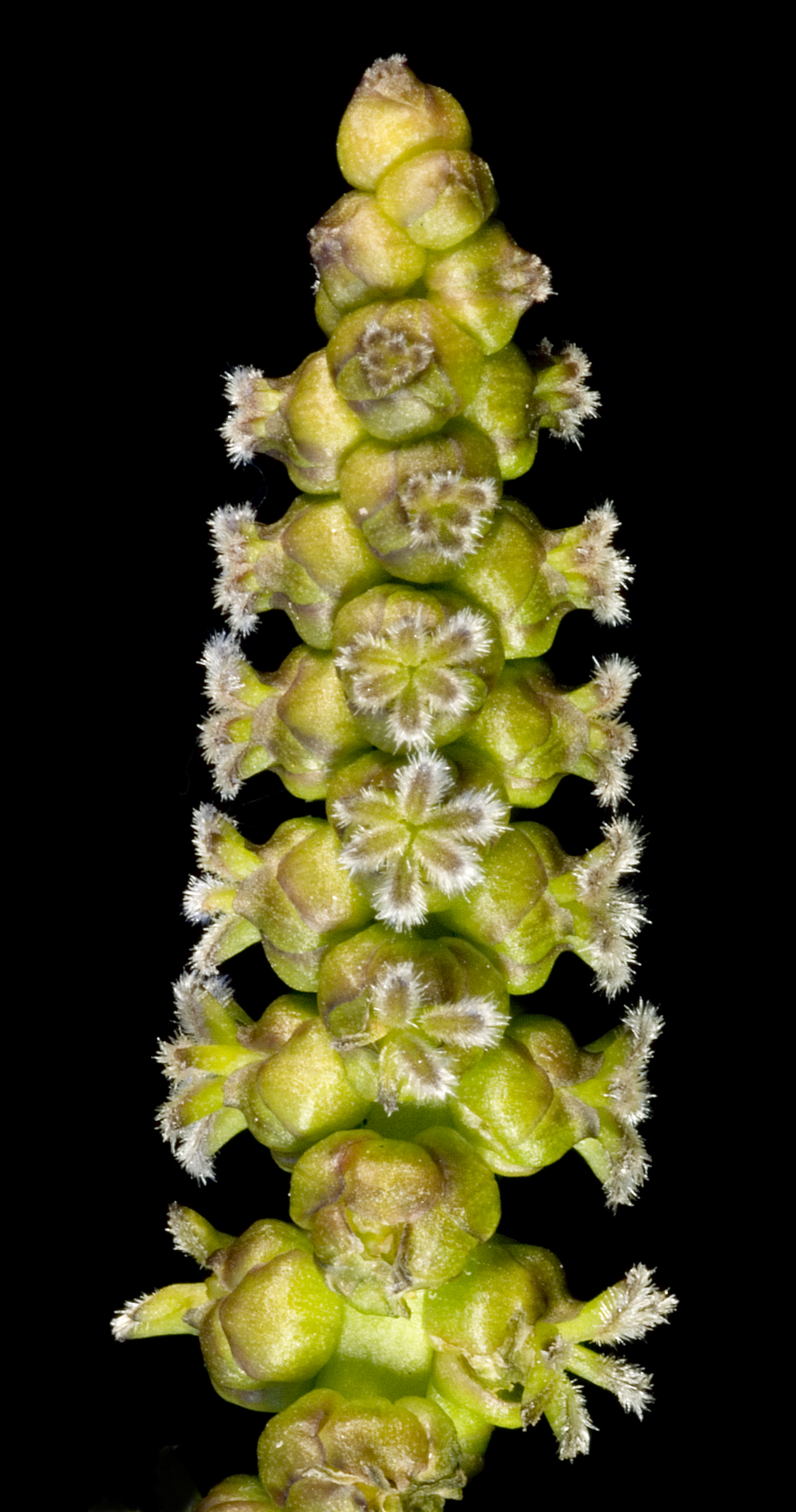
Květenství Cycnogeton lineare
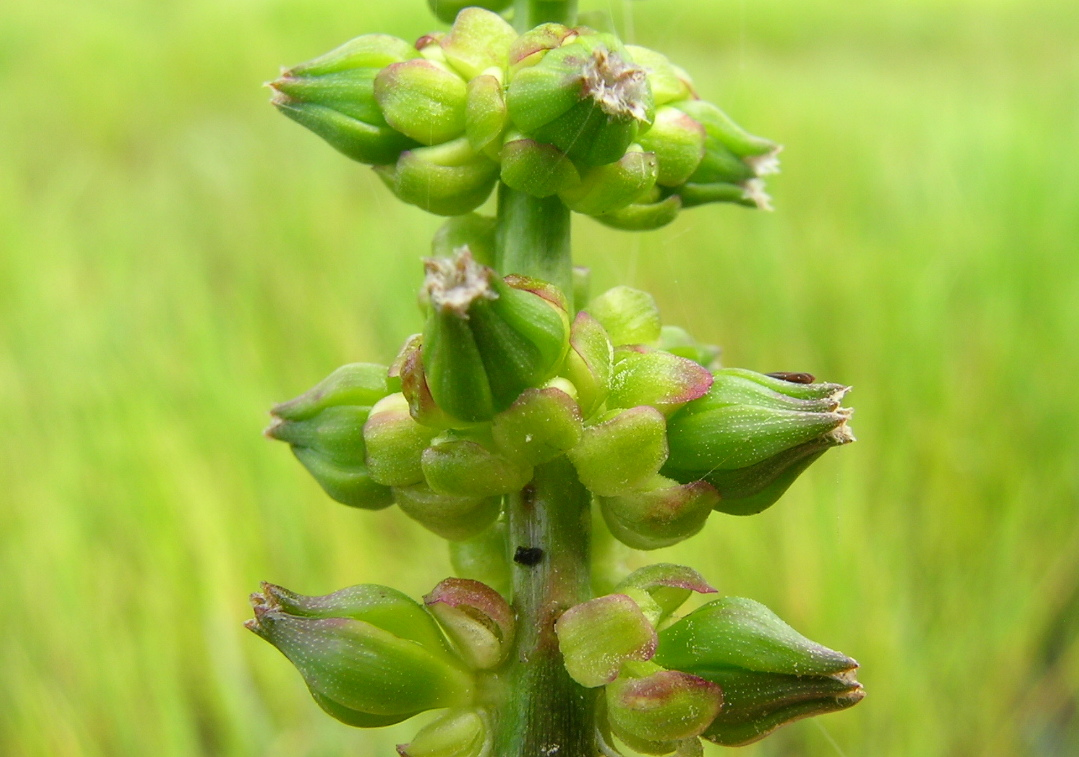
Detail plodenství Cycnogeton procerum
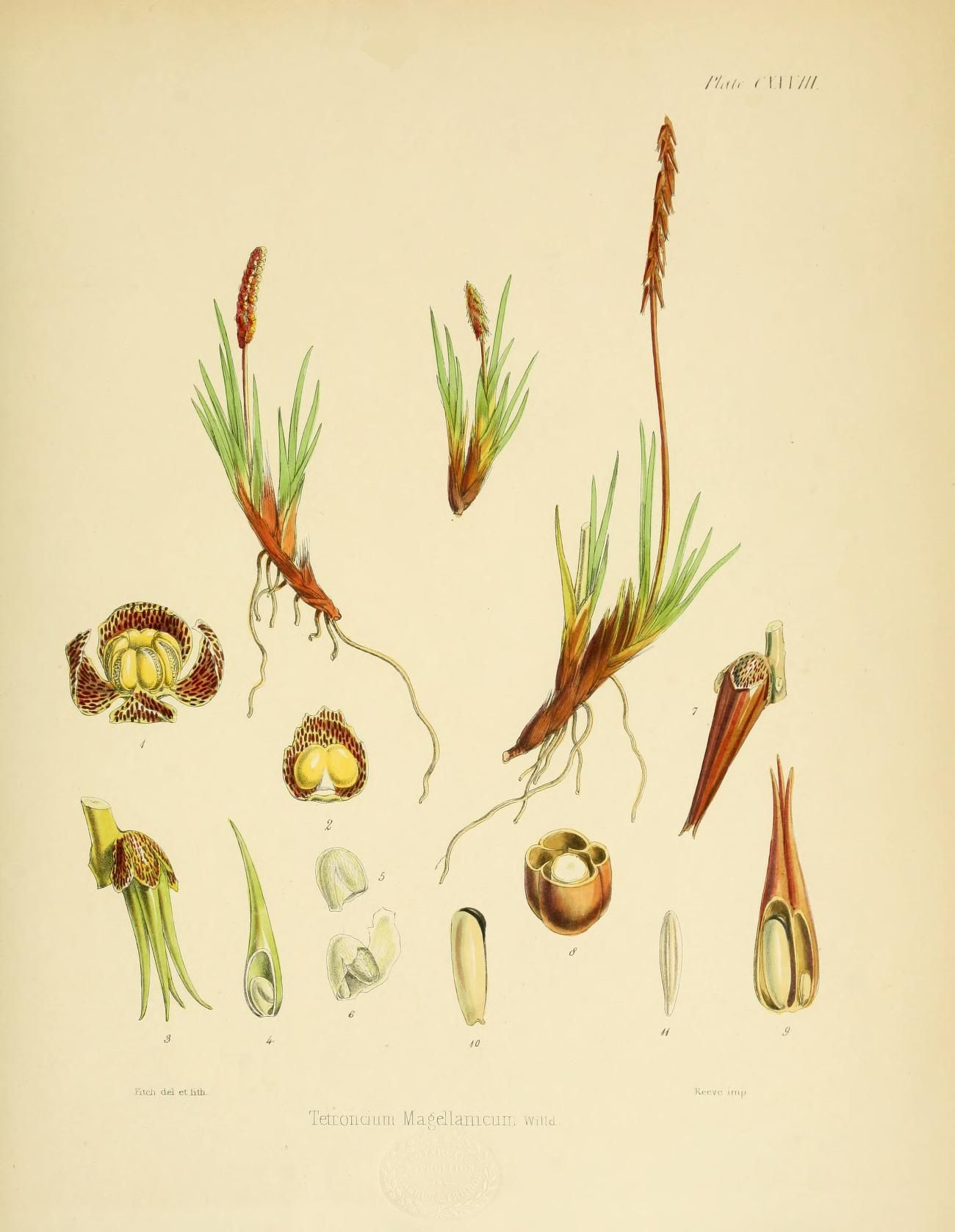
Tetroncium magellanicum na ilustraci

## Rozšíření
Čeleď zahrnuje 3 rody a asi 37 druhů a je rozšířena na všech kontinentech s výjimkou Antarktidy. Největší rod je bařička (26 druhů). Centrum druhové diverzity je v Austrálii, kde roste asi 14 povětšině endemických druhů rodu bařička a všech 8 druhů rodu Cycnogeton. Ačkoliv areál rodu bařička zahrnuje v podstatě celou temperátní Asii, vyskytují se zde pouze druhy bařička bahenní a bařička přímořská. Oba tyto druhy mají obrovský areál, zahrnující i Severní Ameriku, celou Evropu a chladnější oblasti Jižní Ameriky. V Evropě rostou mimo zmíněných dvou druhů ještě druhy Triglochin laxiflora a Triglochin barrelieri, rozšířené v západním Středomoří.
Ve velkých částech tropů (rovníková Afrika, Arábie, Indie, Indočína, jihovýchodní Asie, Amazonie) není čeleď zastoupena.
V subsaharské Africe je centrum rozšíření v Jihoafrické republice (4 endemické druhy bařičky z okruhu Triglochin bulbosa), zatímco v tropické Africe roste pouze druh Triglochin milnei.
Rod Cycnogeton zahrnuje 8 druhů, rozšířených v Austrálii a okrajově i na Nové Guineji, kam zasahuje jediný druh (Cycnogeton dubium).
Rod Tetroncium je monotypický a vyskytuje se na jihu Jižní Ameriky v Chile a Argentině (Patagonie, Ohňové země), na Falklandských ostrovech a souostroví Tristan da Cunha v Atlantském oceánu. Druh Tetroncium magellanicum roste charakteristicky v mokřinách zarostlých rašeliníkem.
V ČR rostou ve volné přírodě pouze 2 druhy. Bařička bahenní (Triglochin palustre) je vzácný a kriticky ohrožený (C1) druh vlhkých luk až rašelinišť. Ještě vzácnější je bařička přímořská (Triglochin maritimum), také kriticky ohrožený druh (C1). Je to druh zasolených půd, v Čechách už vyhynul, na Moravě byl považován také za vyhynulý, ale v poměrně nedávné době byl znovu nalezen u rybníka Nesyt na Mikulovsku. Běžně se dosud vyskytuje u Neziderského jezera v Rakousku.
Zástupci čeledi rostou na poměrně široké škále stanovišť, zejména však na sladkovodních i zasolených mokřinách. Bařička přímořská a druh Triglochin striata jsou charakteristické druhy přímořských slanisek. Jednoleté druhy bařiček však obývají také sezónně vlhká a později zcela vysychající stanoviště, jako jsou jarní mokřiny nebo vnitrozemské solné pánve v Austrálii. V Himálaji vystupují bařičky až do nadmořských výšek přes 5000 metrů. Druhy rodu Cycnogeton jsou naproti tomu pravé vodní rostliny, tvořící v Austrálii důležitou složku vodních společenstev.

## Ekologické interakce
Květy bařičkovitých jsou opylovány větrem. Plody bařičky přímořské mohou plavat až půl roku na vodní hladině a neztratí přitom klíčivost. Šíření vodou je důležité také pro rod Cycnogeton. Je rovněž předpokládáno šíření vodními ptáky, a to jak zevně zejména s blátem na nohou, tak i s trusem. Některé druhy bařiček mají chytlavé plody, které se přichycují na peří ptáků.

## Obsahové látky a jedovatost
Některé druhy, včetně bařičky bahenní a bařičky přímořské, obsahují kyanogenní glykosidy (triglochinin, taxifilin) a jsou významně jedovaté. K otravám dochází zejména u dobytka a ovcí, které se pasou na vlhkých místech. Při přežvykování se z rostlin uvolňuje jedovatý kyanovodík. Příznaky otravy také odpovídají otravě kyanovodíkem.

## Taxonomie

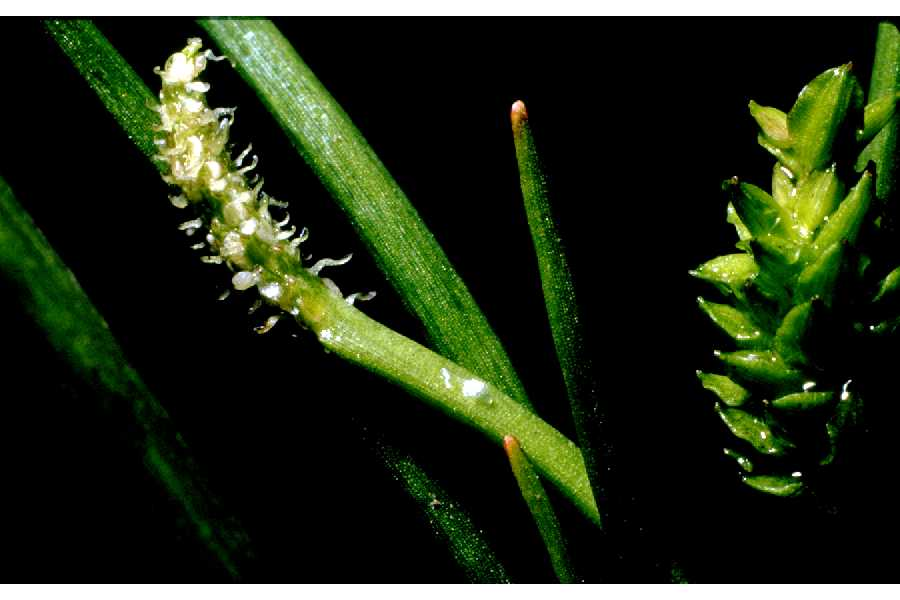
Triglochin (Lilaea) scilloides

V pojetí čeledi i vymezení rodů došlo v posledních desetiletích ke změnám. Okolo roku 2000 byly do čeledi Juncaginaceae řazeny celkem 4 rody: Triglochin, Lilaea, Maundia a Tetroncium. Monotypický rod Lilaea, který Tachtadžjan dokonce odděloval do samostatné čeledi Lilaeaceae, byl na základě fylogenetických studií vřazen do rodu Triglochin jako Triglochin scilloides. Z rodu Triglochin byla naopak vyjmuta skupina vesměs australských druhů okolo Triglochin procera a přeřazena do samostatného rodu Cycnogeton, který představuje sesterskou větev. Výsledky fylogenetických studií rovněž ukázaly, že monotypický rod Maundia činí čeleď Juncaginaceae parafyletickou, proto byl tento rod v systému APG IV, vydaném v roce 2016, z této čeledi vyjmut a přeřazen do samostatné, monotypické čeledi Maundiaceae.
Historicky byl do čeledi Juncaginaceae řazen i rod Scheuchzeria.
V klasických taxonomických systémech byla čeleď Juncaginaceae vesměs řazena do řádu Najadales (Cronquist, Dahlgren) resp. do řádu Juncaginales (Tachtadžjan) v rámci podtřídy Alismatidae.

## Zástupci
- bařička (Triglochin)

## Seznam rodů
Cycnogeton, Tetroncium, Triglochin (včetně Lilaea)